# Crawford Lake, Rainy River District
Crawford Lake är en sjö i Kanada.   Den ligger i Rainy River District och provinsen Ontario, i den sydöstra delen av landet, 1 200 km väster om huvudstaden Ottawa. Crawford Lake ligger 413 meter över havet. Arean är 0,54 kvadratkilometer. Den ligger vid sjöarna  Carp Lake och Knife Lake. Den sträcker sig 0,9 kilometer i nord-sydlig riktning, och 1,4 kilometer i öst-västlig riktning.
I omgivningarna runt Crawford Lake växer i huvudsak blandskog. Trakten runt Crawford Lake är nära nog obefolkad, med mindre än två invånare per kvadratkilometer.